# Gatsata
Gatsata (Kinyarwanda Umurenge wa Gatsata) ist einer von 15 Sektoren im Distrikt Gasabo in der Hauptstadt Kigali in Ruanda.

## Geographie
Gatsata hat eine Fläche von 6,0 km². Der Sektor unterteilt sich in die drei Zellen Karuruma im Norden, Nyamabuye im Süden und Nyamugari zwischen diesen. Der Verwaltungssitz befindet sich in Karuruma. Nachbarsektoren von Gatsata sind im Nordosten Jabana, im Osten Gisozi, im Südosten Muhima, im Süden Kimisagara und Kigali, im Südwesten Kanyinya und im Westen Jali. Die Ostgrenze des Sektors bildet der Fluss Nyabugogo und das umgebende 131 Hektar große Nyabugogo-Feuchtgebiet. Der Fluss mündet Richtung Südwesten an der Grenze der Sektoren Kanyinya, Kigali und Runda in den Nyabarongo. Durch die zunehmende Entwaldung unter anderem am nahegelegenen Mont Jali, hat die Erosion und das Überschwemmungsrisiko im tiefergelegenen Sektor Gatsata am Nyabugogo zugenommen.

## Bevölkerung
Nach der Volkszählung von 2022 betrug die Einwohnerzahl 46.262 Einwohner. Zehn Jahre zuvor waren es 37.110, was einer jährlichen Bevölkerungszunahme von 2,2 Prozent zwischen 2012 und 2022 entspricht.

## Kultur
Ein Denkmal in Gatsata erinnert an den Völkermord an den Tutsi im Jahr 1994. An ihm wird 513 Opfern der über 800.000 Getöteten gedacht.

## Wirtschaft und Verkehr
Im Sektor gibt es zahlreiche Autowerkstätten. Wegen nicht ausreichender Entsorgungssysteme gelangen umweltschädliche Abfälle, darunter Öl und Schwermetalle wie Chrom, Cadmium und Blei, in den nahegelegenen Fluss Nyabugogo und das umgebende Feuchtgebiet.
Durch den Osten des Sektors verläuft etwa in Nord-Süd-Richtung parallel zum Fluss Nyabugogo die Nationalstraße 3.